# Dan Stanca
Dan Stanca (* 30. September 1955 in Bukarest) ist ein rumänischer Autor.

## Leben
Er studierte englische Literatur an der Universität Bukarest und arbeitete als Journalist für die kulturelle Zeitschrift  România Liberă bis 2008.

## Werke
- Vântul sau țipătul altuia, 1992
- Aripile arhanghelului Mihail, 1996
- Apocalips amânat, 1997
- Ultima biserica, 1997
- Ritualul noptii, 1998
- Morminte străvezii, 1999
- Ultimul om, 1999
- Pasarea orbilor, 2001
- Drumul spre piatră, 2002
- Mila frunzelor, 2003
- A doua zi după moarte, 2003
- Mut, 2006
- Noaptea lui Iuda, 2007
- Cei calzi si cei reci, 2008
- Mutilare, 2010
- A doua zi dupa moarte, 2011
- Craii si mortii, 2012
- Mare amară, 2014
- Ghetsimani '51, 2015
- Anii frigului, 2017

## Ehrungen/Preis
- Uniunii Scriitorilor din România, 2015, „Ghetsimani ’51“ (Editura Cartea Românească).[2]